# فيكتور سوكولوف
فيكتور سوكولوف (بالروسية: Виктор Алексеевич Соколов)‏ مواليد 24 أبريل 1954 في كليموفسك، روسيا، هو دراج سابق. سبق أن شارك في دورة الألعاب الأولمبية الصيفية وفاز بميدالية أولمبية.

## الميداليات
| الميدالية | المسابقة                       |
| --------- | ------------------------------ |
| فضية      | الألعاب الأولمبية الصيفية 1976 |

## روابط خارجية
- فيكتور سوكولوف على موقع أرشيف الدراجات (الإنجليزية)
- فيكتور سوكولوف على موقع CycleBase (الإنجليزية)
- فيكتور سوكولوف على موقع أوليمبيديا (الإنجليزية)